# Luisa Eugenia Navas

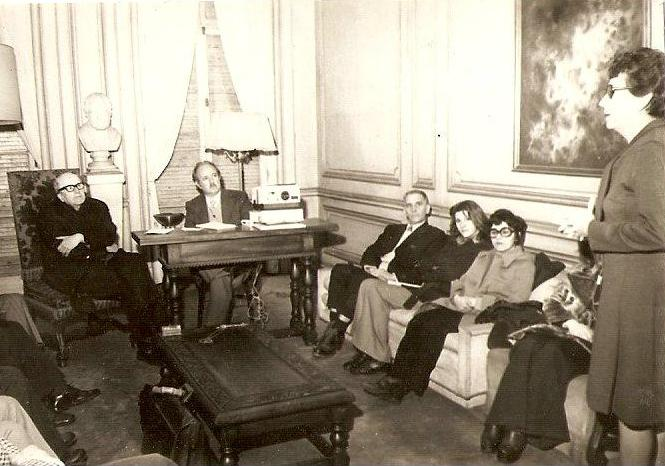

Luisa Eugenia Navas Bustamante sinh năm 1918 tại Chile, là một nữ dược sĩ kiêm nhà thực vật học nổi tiếng tại Chile thế kỷ XX.

## Cuộc sống
Vào ngày 9 tháng 5 năm 1951, Luisa Eugenia Navas Bustamante nhận được bằng Cử nhân chuyên ngành hóa học và dược phẩm. Cùng năm đó, cô trở thành Trợ lý cao cấp của Người đứng đầu Khoa Thực vật học tại Trung tâm Hóa học và Y Dược của trường Đại học Chile. Năm 1958, cô trở thành Giáo sư chuyên ngành Extraordinarius, và là trợ lý cao cấp của Giáo sư Hugo Gunckel tại Viện nghiên cứu Pedagógico, một trung tâm khoa học chuyên nghiên cứu về các bộ phận cây criptogamic và cuối cùng, năm 1985 cô trở thành giáo sư Khoa Dược phẩm và Hóa chất. Cô cô đã hợp tác với cha mình tai Trạm sinh học biển ở Montemar để nghiên cứu về các loại rong biển. Được sự cho phép của Trưởng khoa Dược phẩm, cứ hai lần mỗi tuần cô đi thăm Bảo tàng Lịch sử Tự nhiên Quốc gia của Santiago. Thay mặt cho Humberto Fuenzalida, cô đã tổ chức lại các thành phần Thực vật ở Cryptogamy. Với học bổng của UNESCO, cô đã nghiên cứu về sinh thái thực vật ở Mexico trong trường Bách khoa với các chuyên gia của thành phố Montpellier và San Luis của Potosí. Sau đó, cô chuyển đến nghiên cứu tại Vườn thực vật của Đại học Trung tâm Caracas.

## Công trình
- Gavilea longibracteata (Lindl.)Sparre ex L.E.Navas [1]
- Dioscorea humifusa var.gracilis (H.et A.)L.E.Navas
- Glandularia lipozygoides L.E.Navas[2]
- Myrceugenia colchaguensis (Phil.)L.E.Navas
- Parietaria fernandeziana (Steud.)L.E.Navas[3]
- Urtica trichantha (Wedd.)Acevedo et L.E.Navas [4]

## Liên kết mở rộng
- Flora de la cuenca de Santiago de Chile Tomo I
- Tomo II Lưu trữ ngày 19 tháng 6 năm 2008 tại Wayback Machine
- Tomo III Lưu trữ ngày 18 tháng 6 năm 2008 tại Wayback Machine